# Downtempo
Downtempo (lub downbeat) – gatunek muzyczny wywodzący się z muzyki elektronicznej, powstały w latach 90. XX wieku w Wielkiej Brytanii.
Jest to gatunek bazujący przeważnie na synkopowym rytmie podobnym do hip-hopowego i na wielu elementach zapożyczonych z różnych gatunków muzycznych, takich jak np. dub, lounge, jazz, hip-hop i muzyki latynoskiej. Tempo oscyluje między 80 a 120 BPM, choć zdarzają się także szybsze i wolniejsze utwory.
Termin downtempo w szerokim znaczeniu określać może też każdy gatunek muzyki elektronicznej nienadający się do tańca (przeciwieństwo uptempo czyli muzyki tanecznej) lub taki, który ma tempo poniżej 120 BPM. W latach 90. powstało kilka odmian muzyki downtempo: dub elektroniczny, trip hop, illbient, lounge, nu jazz, chillout.

## Niektórzy przedstawiciele
- Air
- Amon Tobin
- cirKus
- Flunk
- Bonobo
- Fila Brazillia
- Massive Attack
- Honeyroot
- Röyksopp
- Thievery Corporation
- Zero 7
- Sofa Surfers